# Hazlet (New Jersey)
Pour les articles homonymes, voir Hazlet.
Hazlet est un township situé dans l’État américain du New Jersey.